# Danny Manning
Daniel Ricardo Manning, detto Danny (Hattiesburg, 17 maggio 1966), è un allenatore di pallacanestro ed ex cestista statunitense, professionista nella NBA. È il figlio di Ed Manning.

## Carriera

### College e Olimpiadi
Considerato uno dei migliori giocatori della Università di Kansas, primeggiava nei punti e nei rimbalzi con i Jayhawks con cui andò nel 1986 alla Final Four e nel 1988 a vincere il campionato NCAA. Durante la sua permanenza al college ricevette anche premi come miglior giocatore, e giocatori del primo team e vinse anche la medaglia di bronzo ai Giochi Olimpici di Seoul 1988.

### Nella NBA
Manning fu scelto nel 1988, alla prima chiamata dell'NBA Draft dai Los Angeles Clippers. Durante la sua carriera mise a segno in tutto ben 12 367 punti con una media di 14 a partita. Nella sua prima stagione giocò solo 26 partite per un intervento ai crociati del ginocchio, la sua miglior stagione fu quella 1992-93 quando ebbe come media 22,8 punti a partita. Fu selezionato due volte per l'All Star Game.
Nel 1996 ebbe di nuovo problemi al ginocchio che gli pregiudicarono la stagione.
Nonostante tutto nel 1998 ricevette il NBA Sixth Man of the Year Award con 13,5 punti a partita.
Nel 1999 fu ceduto ai Milwaukee Bucks, ma giocò anche per altre squadre nei suoi anni di fine carriera.

## Statistiche

### College
| Anno       | Squadra         | PG  | PT  | MP   | TC%  | 3P%  | TL%  | RP  | AP  | PRP | SP  | PP   |
| ---------- | --------------- | --- | --- | ---- | ---- | ---- | ---- | --- | --- | --- | --- | ---- |
| 1984-1985  | Kansas Jayhawks | 34  | 33  | 32,9 | 56,6 | -    | 76,5 | 7,6 | 3,2 | 1,7 | 1,0 | 14,6 |
| 1985-1986  | Kansas Jayhawks | 39  | 39  | 32,2 | 60,0 | -    | 74,8 | 6,3 | 2,4 | 2,1 | 1,2 | 16,7 |
| 1986-1987  | Kansas Jayhawks | 36  | 36  | 34,7 | 61,7 | 33,3 | 73,0 | 9,5 | 1,8 | 1,2 | 1,3 | 23,9 |
| 1987-1988† | Kansas Jayhawks | 38  | 38  | 35,2 | 58,3 | 34,6 | 73,4 | 9,0 | 2,0 | 1,8 | 1,9 | 24,8 |
| Carriera   | Carriera        | 147 | 146 | 33,7 | 59,3 | 34,5 | 74,0 | 8,1 | 2,3 | 1,7 | 1,4 | 20,1 |

### NBA

#### Regular Season
| Anno      | Squadra          | PG  | PT  | MP   | TC%  | 3P%  | TL%  | RP  | AP  | PRP | SP  | PP   |
| --------- | ---------------- | --- | --- | ---- | ---- | ---- | ---- | --- | --- | --- | --- | ---- |
| 1988-1989 | L.A. Clippers    | 26  | 18  | 36,5 | 49,4 | 20,0 | 76,7 | 6,6 | 3,1 | 1,7 | 1,0 | 16,7 |
| 1989-1990 | L.A. Clippers    | 71  | 42  | 32,0 | 53,3 | 0,0  | 74,1 | 5,9 | 2,6 | 1,3 | 0,5 | 16,3 |
| 1990-1991 | L.A. Clippers    | 73  | 47  | 30,1 | 51,9 | 0,0  | 71,6 | 5,8 | 2,7 | 1,6 | 0,8 | 15,9 |
| 1991-1992 | L.A. Clippers    | 82  | 82  | 35,4 | 54,2 | 0,0  | 72,5 | 6,9 | 3,5 | 1,6 | 1,5 | 19,3 |
| 1992-1993 | L.A. Clippers    | 79  | 77  | 34,9 | 50,9 | 26,7 | 80,2 | 6,6 | 2,6 | 1,4 | 1,3 | 22,8 |
| 1993-1994 | L.A. Clippers    | 42  | 41  | 38,0 | 49,3 | 14,3 | 67,4 | 7,0 | 4,2 | 1,3 | 1,4 | 23,7 |
| 1993-1994 | Atlanta Hawks    | 26  | 25  | 35,6 | 47,6 | 33,3 | 65,1 | 6,5 | 3,3 | 1,8 | 1,0 | 15,7 |
| 1994-1995 | Phoenix Suns     | 46  | 19  | 32,8 | 54,7 | 28,6 | 67,3 | 6,0 | 3,3 | 0,9 | 1,2 | 17,9 |
| 1995-1996 | Phoenix Suns     | 33  | 4   | 24,7 | 45,9 | 21,4 | 75,2 | 4,3 | 2,0 | 1,2 | 0,7 | 13,4 |
| 1996-1997 | Phoenix Suns     | 77  | 17  | 27,7 | 53,6 | 19,4 | 72,1 | 6,1 | 2,2 | 1,1 | 1,0 | 13,5 |
| 1997-1998 | Phoenix Suns     | 70  | 11  | 25,6 | 51,6 | 0,0  | 73,9 | 5,6 | 2,0 | 1,0 | 0,7 | 13,5 |
| 1998-1999 | Phoenix Suns     | 50  | 5   | 23,7 | 48,4 | 11,1 | 69,6 | 4,4 | 2,3 | 0,7 | 0,8 | 9,1  |
| 1999-2000 | Milwaukee Bucks  | 72  | 0   | 16,9 | 44,0 | 25,0 | 65,4 | 2,9 | 1,0 | 0,9 | 0,4 | 4,6  |
| 2000-2001 | Utah Jazz        | 82  | 0   | 15,9 | 49,4 | 25,0 | 72,9 | 2,6 | 1,1 | 0,6 | 0,4 | 7,4  |
| 2001-2002 | Dallas Mavericks | 41  | 10  | 13,5 | 47,7 | 14,3 | 66,7 | 2,6 | 0,7 | 0,5 | 0,5 | 4,0  |
| 2002-2003 | Detroit Pistons  | 13  | 0   | 6,8  | 40,6 | 37,5 | 83,3 | 1,4 | 0,5 | 0,7 | 0,2 | 2,6  |
| Carriera  | Carriera         | 883 | 398 | 27,4 | 51,1 | 20,6 | 72,9 | 5,2 | 2,3 | 1,1 | 0,9 | 14,0 |

#### Playoffs
| Anno     | Squadra         | PG | PT | MP   | TC%  | 3P%  | TL%  | RP  | AP  | PRP | SP  | PP   |
| -------- | --------------- | -- | -- | ---- | ---- | ---- | ---- | --- | --- | --- | --- | ---- |
| 1992     | L.A. Clippers   | 5  | 5  | 38,8 | 56,8 | 33,3 | 64,5 | 5,6 | 2,8 | 1,0 | 0,8 | 22,6 |
| 1993     | L.A. Clippers   | 5  | 5  | 34,2 | 41,2 | 0,0  | 80,8 | 7,2 | 1,6 | 1,4 | 1,0 | 18,2 |
| 1994     | Atlanta Hawks   | 11 | 11 | 38,7 | 48,8 | -    | 78,8 | 7,0 | 3,4 | 1,4 | 0,8 | 20,0 |
| 1996     | Phoenix Suns    | 4  | 0  | 22,5 | 45,8 | 0,0  | 62,5 | 2,8 | 1,3 | 1,0 | 0,3 | 12,3 |
| 1997     | Phoenix Suns    | 5  | 0  | 23,2 | 57,8 | 0,0  | 93,3 | 6,0 | 1,4 | 0,8 | 1,4 | 13,2 |
| 1999     | Phoenix Suns    | 3  | 1  | 26,3 | 58,3 | -    | 76,9 | 1,7 | 2,0 | 1,3 | 0,0 | 12,7 |
| 2000     | Milwaukee Bucks | 1  | 0  | 5,0  | 0,0  | -    | -    | 1,0 | 0,0 | 0,0 | 0,0 | 0,0  |
| 2001     | Utah Jazz       | 5  | 0  | 19,2 | 55,9 | 100  | 75,0 | 2,2 | 0,6 | 0,6 | 0,8 | 9,8  |
| 2003     | Detroit Pistons | 4  | 0  | 3,5  | 33,3 | 0,0  | -    | 0,8 | 0,0 | 0,0 | 0,3 | 0,5  |
| Carriera | Carriera        | 43 | 22 | 27,7 | 50,1 | 25,0 | 76,6 | 4,7 | 1,9 | 1,0 | 0,7 | 14,6 |

## Palmarès

### Competizioni giovanili
- Campionato NCAA: 1

Kansas Jayhawks: 1988

### Individuale

#### High school
- McDonald's All-American Game: 1

1984

#### NCAA
- NCAA AP All-America Second Team: 1

1986
- NCAA AP All-America First Team: 2

1987, 1988
- NCAA John R. Wooden Award: 1

1988
- NCAA Naismith College Player of the Year: 1

1988
- NCAA Final Four Most Outstanding Player: 1

1988

#### NBA
- NBA Sixth Man of the Year: 1

1998
- NBA All-Star: 2

1993, 1994